# Resolució 1717 del Consell de Seguretat de les Nacions Unides
La Resolució 1717 del Consell de Seguretat de les Nacions Unides fou adoptada per unanimitat el 13 d'octubre de 2006. Després de recordar les resolucions 955 (1995), 1165 (1998), 1329 (2000), 1411 (2002), 1431 (2002), 1449 (2002), 1503 (2003) i 1534 (2004) sobre Ruanda, el Consell va ampliar els termes dels jutges temporals al Tribunal Penal Internacional per a Ruanda (TPIR).

## Resolució

### Observacions
El Consell va recordar que l'Assemblea General de les Nacions Unides va elegir 18 jutges temporals al TPIR el 25 de juny de 2003. També va recordar la Resolució 1684 (2006) que va ampliar termes de jutges permanents al servei de l'ICTR.

### Actes
Els següents 18 jutges ad litem tenien els seus termes prorrogats fins al 31 de desembre de 2008:
- Aydin Sefa Akay (Turquia)
- Florence Rita Arrey (Camerun)
- Solomy Balungi Bossa (Uganda)
- Robert Fremr (República Txeca)
- Taghrid Hikmet (Jordània)
- Karin Hökborg (Suècia)
- Vagn Joensen (Dinamarca)
- Gberdao Gustave Kam (Burkina Faso)
- Flavia Lattanzi (Itàlia)
- Kenneth Machin (Regne Unit)
- Joseph Edward Chiondo Masanche (Tanzània)
- Tan Sri Dato 'Hj. Mohd. Azmi Dato 'Hj. Kamaruddin (Malàisia)
- Lee Gacuiga Muthoga (Kenya)
- Seon Ki Park (Corea del Sud)
- Mparany Mamy Richard Rajohnson (Madagascar)
- Emile Francis Short (Ghana)
- Albertus Henricus Johannes Swart (Països Baixos)
- Aura E. Guerra de Villalaz (Panamà)

Es va demanar als Estats que vetllessin perquè els seus nacionals que actuen com a jutges del TPIR estiguessin disponibles fins al 31 de desembre de 2008.